# FK Tosno
Maillots
Le Futbolny klub Tosno (en russe : футбольный клуб «Тосно») est un club de football russe basé à Tosno fondé en 2013 et disparu en 2018.

## Histoire

### Premières saisons (2013-2017)

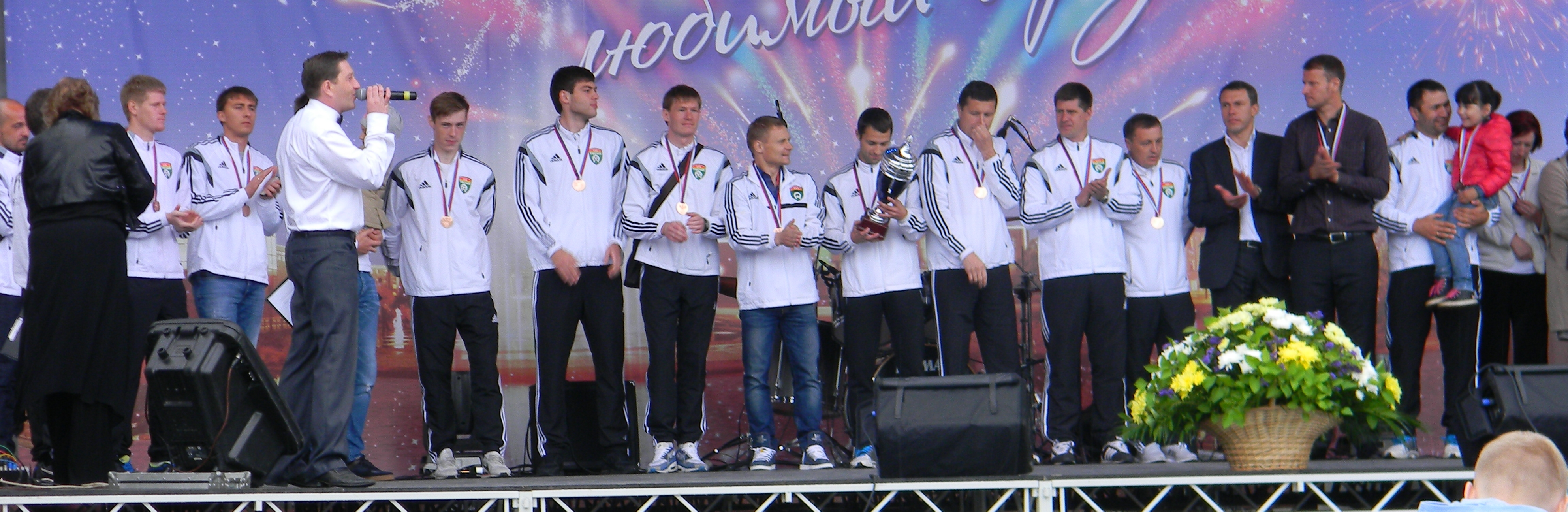
Célébration de la troisième place en deuxième division en juin 2015.

La décision de créer un club professionnel a été prise en mars 2013, avec le soutien du principal sponsor du club à l'époque, la holding Fort Group, et de l'organisation publique régionale « FK Tosno ». Le club est effectivement enregistré en juin 2013 sur la base de l'ancien club du Rouane Tosno. Pour sa première saison professionnelle, le club est inscrit dans la zone Ouest du championnat de Russie de troisième division. Le club se voit également refuser l'utilisation de son stade habituel, le stade de Tosno, qui ne convenait pas aux exigences minimales de la Ligue de football professionnel russe, devant à la place jouer au stade Kirovets de Tikhvine.
Le premier match officiel du club a lieu le 10 juillet 2013, dans le cadre du premier tour de la Coupe de Russie, qui le voit battre le Dinamo Vologda sur le score de 2-0. Les débuts du club en championnat sont également très positifs, avec une série de dix-huit matchs sans défaite qui s'achève le 27 octobre 2013 face au FK Dolgoproudny. Le contrat de l'entraîneur Viktor Demidov est résilié le lendemain. Le reste des matchs de l'année 2013 sont dirigés par l'entraîneur des gardiens, Kirill Gachitchev.
Peu après avoir engagé l'entraîneur ukrainien Oleh Leshchynskyi le 4 mars 2014, le club réalise l'exploit de battre le Spartak Moscou, club de première division, lors des huitièmes de finale de la Coupe de Russie 2013-2014, lui permettant d'atteindre les quarts de finale de la compétition. Il est cependant éliminé quelques semaines plus tard par le FK Krasnodar, autre pensionnaire de première division.
Leshchynskyi quitte le club en mai 2014 à la suite d'un conflit avec les joueurs du club, poussant le directeur général Viatcheslav Matiouchenko à assurer l'intérim jusqu'à la fin de la saison, qui voit le club remporter le groupe Ouest de la troisième division et accéder à la deuxième division russe dès sa première saison.
Avant le début de la saison, l'entraîneur bulgare Nikolay Kostov est engagé pour diriger l'équipe. Il quitte cependant le club le 5 novembre 2014, Kirill Gachitchev assurant l'intérim.
Le 4 décembre 2014, Aleksandr Grigoryan devient le nouvel entraîneur du club. Il se retire cependant en février 2015 pour des raisons familiales. Il est remplacé par Ievgueni Perevertaïlo qui amène le club à la troisième place en championnat, lui permettant de disputer un barrage de promotion face au FK Rostov finalement perdu sur le score cumulé de 5-1.

### Montée en première division et disparition (2017-2018)
La saison 2017-2018 voit le club remporter la Coupe de Russie en l'emportant en finale face à l'Avangard Koursk. Il ne se voit cependant pas octroyer une licence UEFA et ne peut prendre part à la Ligue Europa 2018-2019. Il est dans la foulée directement relégué en deuxième division après avoir terminé quinzième de première division. Le club se voit par la suite refuser une licence de deuxième division pour la saison 2018-2019 et annonce officiellement sa disparition le 9 juin 2018. Le gouvernement de l'oblast de Léningrad annonce dans la foulée la création d'un nouveau club de troisième division, le Leningradets, pour la saison 2018-2019.

## Bilan sportif

### Palmarès
- Coupe de Russie
  - Vainqueur en 2018.

- Championnat de Russie D2
  - Vice-champion en 2017.

- Championnat de Russie D3
  - Vainqueur du groupe Ouest en 2014.

### Bilan par saison
| Saison    | Championnat | Championnat | Championnat | Championnat | Championnat | Championnat | Championnat | Championnat | Championnat | Championnat | Coupe de Russie     |
| Saison    | Division    | Pos         | Pts         | J           | V           | N           | D           | BP          | BC          | Diff        | Coupe de Russie     |
| --------- | ----------- | ----------- | ----------- | ----------- | ----------- | ----------- | ----------- | ----------- | ----------- | ----------- | ------------------- |
| 2013-2014 | 3e Ouest    | 1er         | 71          | 32          | 21          | 8           | 3           | 51          | 16          | +35         | Quarts de finale    |
| 2014-2015 | 2e          | 3e          | 65          | 34          | 20          | 5           | 9           | 50          | 36          | +14         | Huitièmes de finale |
| 2015-2016 | 2e          | 7e          | 55          | 38          | 17          | 4           | 17          | 57          | 53          | +4          | Huitièmes de finale |
| 2016-2017 | 2e          | 2e          | 75          | 38          | 21          | 12          | 5           | 63          | 30          | +33         | Quarts de finale    |
| 2017-2018 | 1re         | 15e         | 24          | 30          | 6           | 6           | 18          | 23          | 54          | -31         | Vainqueur           |

Légende
- Promotion en division supérieure
- Relégation en division inférieure

## Personnalités du club

### Entraîneurs
| Entraîneur                         | Période                            | Bilan | Bilan | Bilan | Bilan | Bilan | Bilan | Bilan |
| Entraîneur                         | Période                            | MJ    | V     | N     | D     | BP    | BC    | Diff. |
| ---------------------------------- | ---------------------------------- | ----- | ----- | ----- | ----- | ----- | ----- | ----- |
| Viktor Demidov                     | juin 2013 - 28 octobre 2013        | 26    | 14    | 10    | 2     | 41    | 18    | +23   |
| Kirill Gachitchev (intérim)        | 29 octobre 2013 - novembre 2013    | 3     | 1     | 2     | 0     | 3     | 2     | +1    |
| Oleh Leshchynskyi                  | 4 mars 2014 - 15 mai 2014          | 8     | 6     | 0     | 2     | 8     | 4     | +4    |
| Viatcheslav Matiouchenko (intérim) | 16 octobre 2014 - juin 2014        | 4     | 3     | 0     | 1     | 9     | 4     | +5    |
| Nikolaï Kostov                     | juillet 2014 - novembre 2014       | 20    | 9     | 5     | 6     | 27    | 27    | 0     |
| Kirill Gachitchev (intérim)        | 6 novembre 2014 - 21 novembre 2014 | 4     | 4     | 0     | 0     | 10    | 3     | +7    |
| Aleksandr Grigoryan                | 4 décembre 2014 - 28 février 2015  | 5     | 1     | 1     | 3     | 3     | 5     | -2    |
| Ievgueni Perevertaïlo              | 3 mars 2015 - 31 juillet 2015      | 19    | 9     | 2     | 8     | 19    | 20    | -1    |
| Kirill Gachitchev (intérim)        | 1er août 2015 - 10 août 2015       | 2     | 0     | 1     | 1     | 2     | 3     | -1    |
| Dmytro Parfenov                    | 12 août 2015 - mai 2018            | 112   | 50    | 23    | 39    | 152   | 141   | +11   |

### Joueurs emblématiques
| # | Nom                    | Période   | Matchs |
| - | ---------------------- | --------- | ------ |
| 1 | Roustem Moukhametchine | 2015-2018 | 82     |
| 2 | Rade Dugalić           | 2016-2018 | 71     |
| 3 | Vagiz Galiouline       | 2016-2018 | 70     |
| 4 | Stanislav Prychynenko  | 2014-2017 | 63     |
| 5 | Anton Zabolotny        | 2016-2017 | 63     |

| # | Nom              | Période   | Buts |
| - | ---------------- | --------- | ---- |
| 1 | Anton Zabolotny  | 2016-2017 | 24   |
| 2 | Ievgueni Markov  | 2016-2017 | 21   |
| 3 | Vladimir Iline   | 2014-2016 | 14   |
| 4 | Aleksandr Savine | 2013-2014 | 12   |
| 5 | Vagiz Galiouline | 2016-2018 | 11   |

#### Joueurs internationaux
Les joueurs internationaux suivants ont joué pour le club. Ceux ayant évolué en équipe nationale lors de leur passage à Tosno sont marqués en gras.
- Denis Laptev
- Nuno Rocha
- Ante Vukušić
- Otar Martsvaladze
- Giorgi Navalovski (en)
- Nukri Revishvili
- Mladen Kašćelan
- Nemanja Mijušković (en)
- Vagiz Galiouline (en)
- Marcin Kowalczyk
- Vladimir Bystrov
- Arseni Logachov
- Pavel Pogrebniak
- Anton Zabolotny
- Marko Poletanović
- Artem Milevskiy